# 渦井ゆきの
渦井ゆきのは日本の女性声優。
主にアダルトゲーム等の声優をしている。(アイ・アム・マジカミ/アイ・アム・マジカミDX 大鳥蒼)などを担当している。
Twitter、誕生日、事務所、年齢などの詳しいことは不明。
2015年頃から活動開始。

## 出演作品

### アダルトゲーム
2023年
- ラブカフェ～童貞な俺でも、巨乳女先輩と同棲できるってマジですか？(加納 瑞穂)[1]
- Reactance －不都合な真実－（佐々木 紗綾[2]）